# Bundesagentur
Als Bundesagentur bezeichnet man staatliche Einrichtungen auf Bundesebene. 

## Allgemeines
Bundesagenturen sind oft einem Ministerium unterstellt und weisen in der Regel thematisch eng begrenzte Geschäftsfelder auf. Sie können als Körperschaft des öffentlichen Rechts oder als Körperschaft des privaten Rechts organisiert sein. Letzteres wird als Öffentliches Unternehmen bezeichnet, ein bekanntes Beispiel ist die Gesellschaft mit beschränkter Haftung. Bei einer Bundesagentur würde in so einem Fall die Bundesrepublik als Gesellschafter (Eigentümer) auftauchen. Siehe die Liste privatrechtlicher Unternehmen mit Bundesbeteiligung in Deutschland für Konstrukte dieser Art.
Bundesagenturen sind im Sinne der Funktion Behörden. Agenturen auf Landesebene sind organisatorisch nachgeordnet und unterstehen der jeweiligen Landesverwaltung. Bundesbehörden gelten nicht als Agenturen. Für den Bürger ist diese Unterscheidung ohne Belang.

## Beispiele für Bundesagenturen in Deutschland
- Bundesagentur für Arbeit
- Germany Trade and Invest (bis 2008 Bundesagentur für Außenwirtschaft)
- Bundesnetzagentur für Elektrizität, Gas, Telekommunikation, Post und Eisenbahnen
- Bundesagentur für Sprunginnovationen

Hingegen ist die 
- Bundesrepublik Deutschland – Finanzagentur GmbH

keine Bundesagentur im obigen Sinne.

## USA
Im politischen System der USA gibt es zahlreiche Federal Agencies (Singular Federal Agency). Beispiele:
- Environmental Protection Agency
- Federal Emergency Management Agency